# Appartamenti Tayyare
Gli Appartamenti Tayyare sono un complesso di quattro edifici situati nella città vecchia di Istanbul, in Turchia. Terminati nel 1922, gli appartamenti vennero progettati dall'architetto turco Mimar Kemaleddin originariamente come edilizia residenziale pubblica, in quanto erano destinati a ospitare le vittime di un grande incendio. Successivamente, il complesso ospitò dapprima l'Hotel Ramada, poi il Merit Antique, fino all'odierna gestione di un hotel a cinque stelle della catena alberghiera Crowne Plaza Hotels & Resorts.

## Storia

### Appartamenti Tayyare

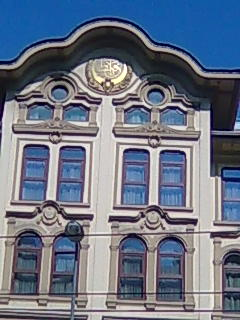
Dettaglio della facciata

Nel 1918 un grande incendio distrusse numerosi edifici in ampie zone della città vecchia di Istanbul, prevalentemente nei dintorni di Cibali, Altımermer e Fatih. Furono quindi redatti dei progetti per costruire degli edifici residenziali che avrebbero ospitato almeno una parte degli sfollati con un basso reddito. L'architetto turco Kemaleddin Bey (1870-1927) ebbe l'incarico di progettare un complesso di appartamenti nel quartiere di Laleli.
Il Ministero dell'Edilizia dell'Impero Ottomano donò l'inutilizzata sede della Madrasa di Koska, che apparteneva al Complesso della Moschea di Laleli e che era stata parzialmente distrutta dal terremoto di Istanbul del 1894 e poi bruciata nel 1911. La costruzione, finanziata da donazioni volontarie dei residenti di Istanbul, fu avviata nel 1919 e portata a termine nel 1922. Eretta in stile architettonico neoclassico turco, la sua struttura consiste in un pianoterra, un mezzanino e due piani sormontati da un tetto piatto, per un'altezza complessiva di 22,91 metri. Il complesso consiste in quattro edifici simmetrici, quadrati in egual misura e separati da atrii, il tutto formante un blocco. Gli Appartamenti Tayyare furono i primi edifici moderni costruiti in cemento armato e il primo progetto di edificio pubblico all'interno delle mura della città vecchia di Istanbul. Vi erano un totale di 124 appartamenti dotati di tre o cinque camere ciascuno e una terrazza coperta, 25 negozi e inoltre una lavanderia di uso comune, con un bunker per il carbone per ciascun appartamento. Il complesso edilizio fu chiamato inizialmente Harikzedegân Apartmanları che significa "Appartamenti per le vittime dell'incendio". Il completamento del complesso coincise con la fine dell'Impero Ottomano, perciò gli inquilini designati non poterono trasferirvisi. Dopo che gli appartamenti passarono in gestione all'Associazione aeronautica turca (già Türk Tayyare Cemiyeti, ora Türk Hava Kurumu, THK) nella Repubblica di recente fondazione, essi furono rinominati Tayyare Apartmanları, cioè "Appartamenti aeronautici". Gli appartamenti furono utilizzati a scopo residenziale fino al 1985.
Gli appartamenti Tayyare si trovano tra piazza Beyazit e Aksaray a Ordu Cad. (Ordu Caddesi) vicino alla settecentesca Moschea di Laleli.

### La conversione ad hotel

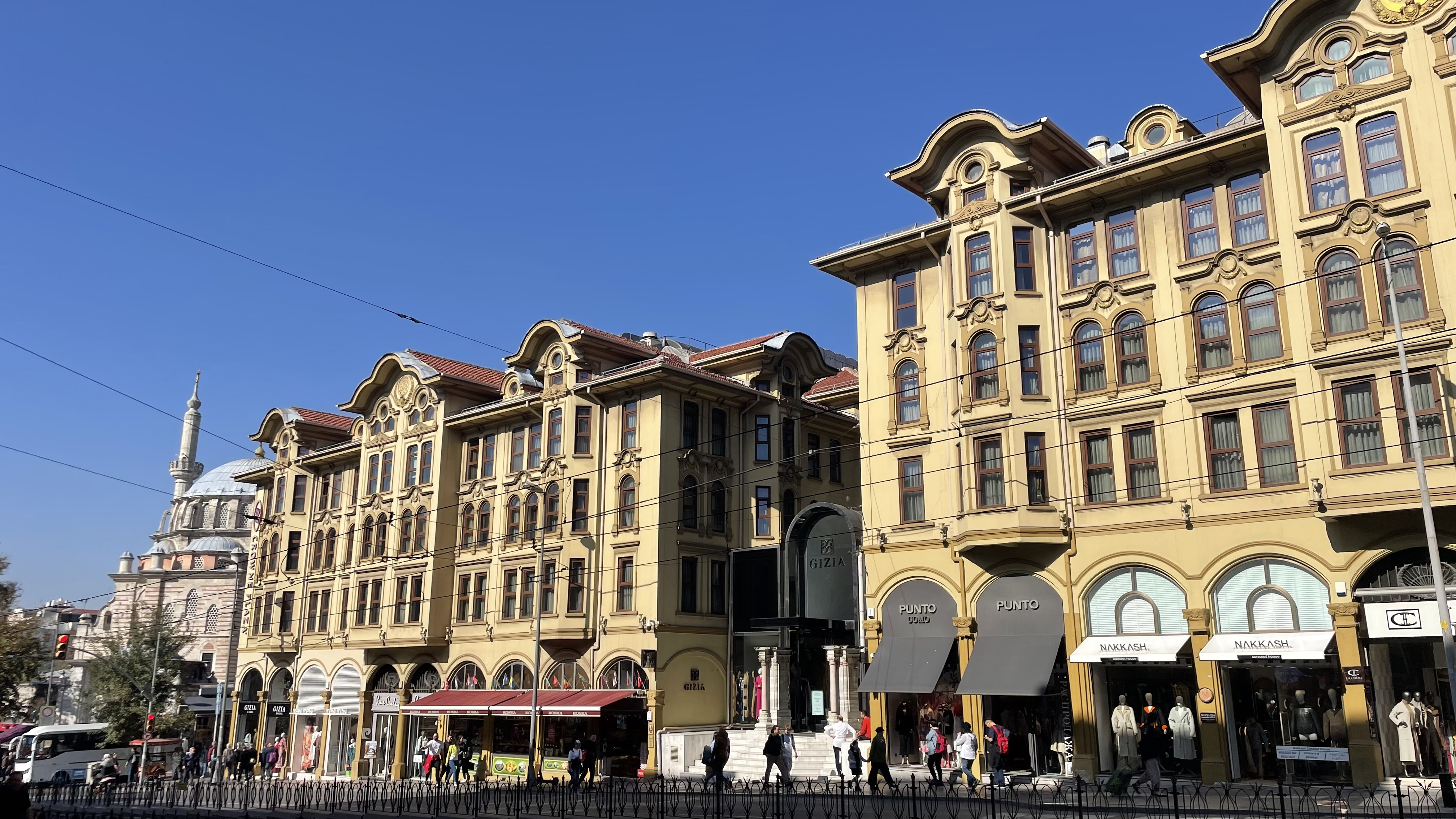
Gli appartamenti Tayyare visti dal lato della tramvia

Nel 1985 il complesso storico fu affittato alla società Göksel per un periodo di vent'anni per essere convertito in un hotel a cinque stelle. Venne costituita una società con la compagnia turistica Net Holding che si occupò della riconversione degli appartamenti Tayyare. Il progetto fu affidato all'architetto Erdem Ertunga. L'edificio assunse inizialmente il nome di "Hotel Ramada Hotel" e successivamente quello di "Hotel Merit Antique".
Nel novembre 2000 la Net Holding acquistò le quote della Göksel divenendo l'unico socio. A causa dei problemi finanziari, la THK revocò il contratto di affitto nel 2003, quattro anni prima della conclusione legale del medesimo. La THK subì una perdita finanziaria dovuta al pagamento dell'affitto annuo in valuta turca che fu condizionato dall'elevata svalutazione causata dall'inflazione di quegli anni. Nel novembre 2005 l'azienda tessile Naz Giyim divenne il nuovo gestore dell'edificio sottoscrivendo un contratto di affitto di 3 milioni di dollari annui per un periodo di locazione di vent'anni.

### Crowne Plaza
La Naz Giyim firmò un contratto con la catena Crowne Plaza per il cambio di nome dell'hotel, sancendo così l'inizio dei lavori di ristrutturazione. La riapertura inizialmente prevista per la fine del 2006 venne rimandata al 26 maggio 2008. Con un'area totale di 25000 m2, l'hotel è costituito da 265 camere di lusso, una sala d'attesa per VIP, camere per dirigenti, tre sale riunione, atrii per 70-150 persone, due ristoranti di cucina turca e di cucina internazionale e una palestra.
L'hotel si trova a breve distanza dai alcuni siti storici come il Grande Bazaar, il Palazzo di Topkapı, la Moschea Blu e molte altre attrazioni turistiche della città antica.